# Sjælland (région)
Pour les articles homonymes, voir Seeland, Sjælland et Zélande.
Sjælland est une des cinq régions du Danemark.
Créée le 1er janvier 2007, elle regroupe les anciens amter de Roskilde, de Storstrøm et de Sjælland-Occidental. Elle est administrée depuis Sorø. Sa population s'élève à 816 726 habitants au 1er janvier 2014.
La région, d'une superficie de 7 268 km2, ne couvre pas la totalité de l'île de Sjælland, dont la partie nord-est a été affectée à la région capitale Hovedstaden formée autour de Copenhague. Elle inclut en revanche les îles de Falster, Lolland et Møn et les autres îles mineures qui les entourent.
À parti du 1er janvier 2027, la région fusionnera avec Hovedstaden pour former la région d'Estdanemark.

## Liste des municipalités
Les 17 communes de la région sont (avec population en 2019) :
- Faxe 36 513
- Greve 50 267
- Guldborgsund 60 930
- Holbæk 71 297
- Kalundborg 48 681
- Køge 60 675
- Lejre 27 775
- Lolland 41 615
- Næstved 82 991
- Odsherred 33 122
- Ringsted 34 725
- Roskilde 87 577
- Slagelse 79 073
- Solrød 23 065
- Sorø 29 834
- Stevns 22 782
- Vordingborg 45 816